# シメイ (ベルギー)
シメイ （Chimay、フランス語発音: [ʃi.mɛ]、 ワロン語: Chimai）はベルギーのワロン地域の基礎自治体。エノー州に属する。2013年1月1日時点の人口は9,836人。面積は197.10 km²であり、人口密度は平方キロメートルあたり約50人。オワーズ川の水源を域内にもつ。
1997年1月1日をもって14の旧自治体が合併し成立、テュアン行政区 (Thuin) に属する。ベルギー内に6つあるトラピストビールのうち、シメイを生産するスクールモン修道院がある。
現在も14の行政区画に分けられる。基礎自治体と同名のシメイをはじめ、上述のスクールモン修道院の位置する Forges もその一つである。

## 観光名所

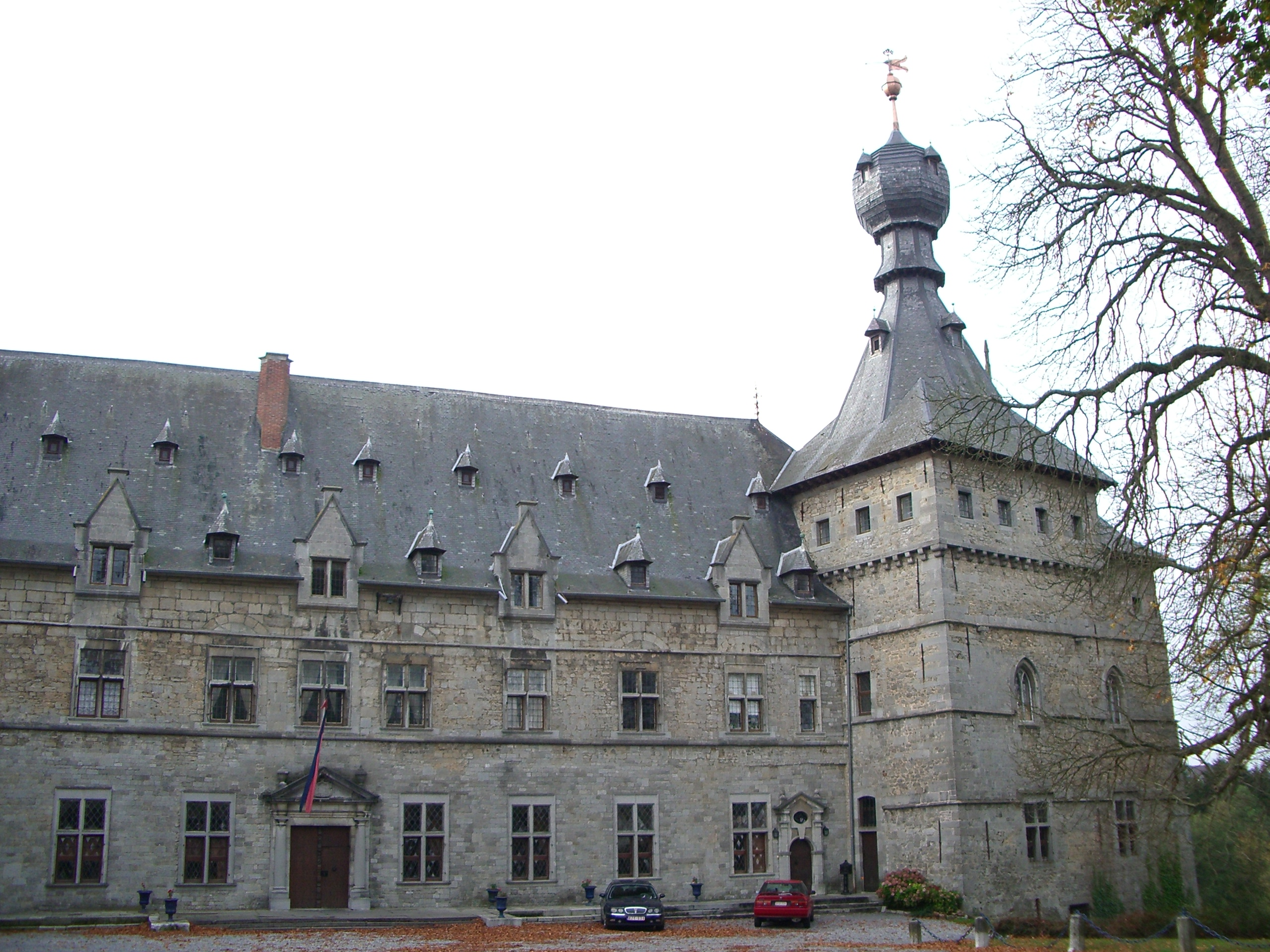
シメイ城 (en:Chimay Castle)
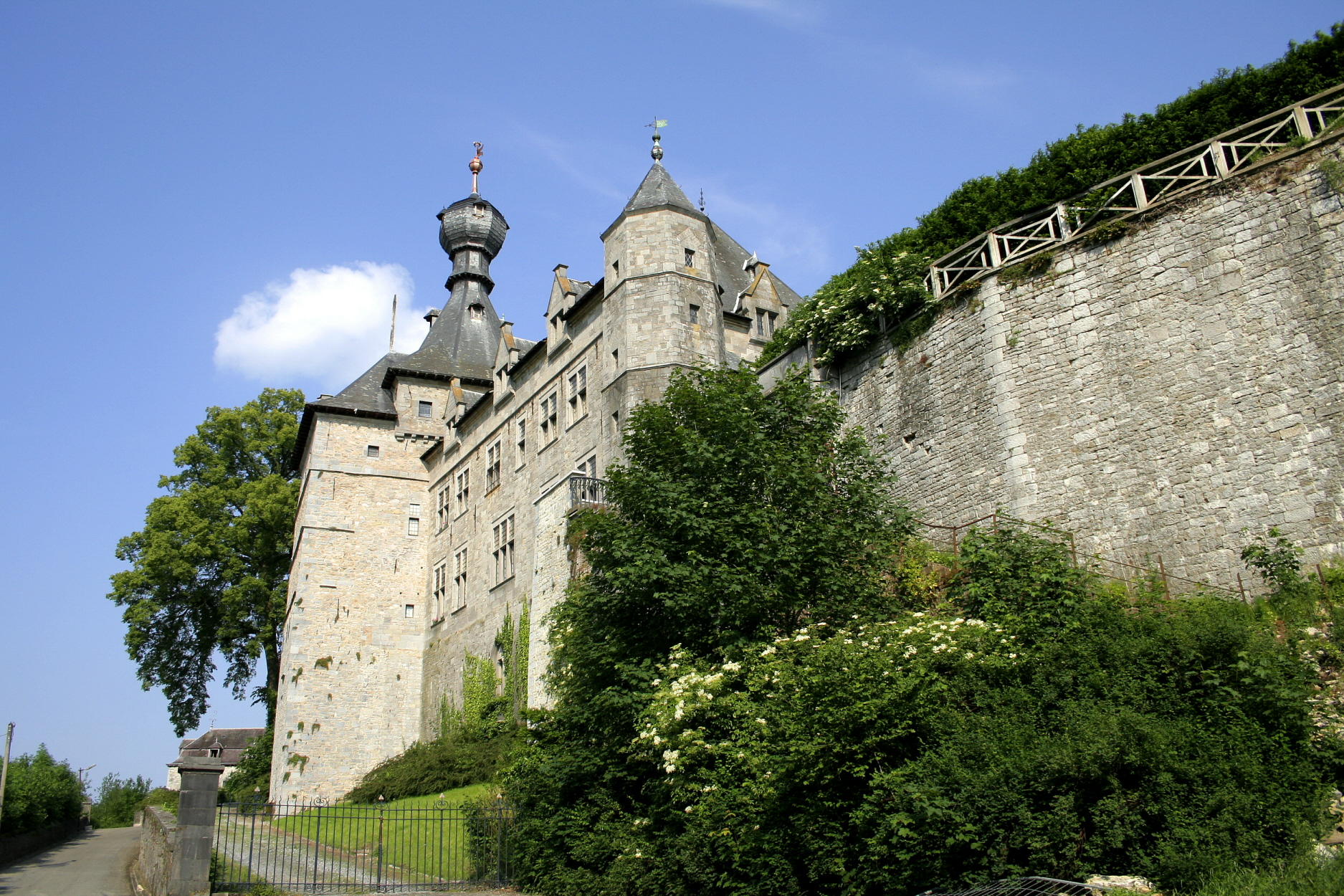
シメイ城

シメイ城は9世紀頃にその起源をさかのぼり、15世紀に改装が行われたものの、17世紀に戦火で被災したため改修した。現在の城は、1935年に火災で焼失したのちにルネサンス様式で再建したものである。

## 出身人物
- ダニエル・ファン・ブイテン - サッカー選手
- フランソワ・デュバル - レースドライバー

## 姉妹都市
- イギリス・ラムズゲート
- フランス・コンフラン＝サントノリーヌ